# 루이스 지암발보
루이 지엄발보(Louis Giambalvo, 1945년 2월 8일 ~ )는 미국의 배우이다.
브루클린에서 태어났다.

## 출연 작품
- 와인 미라클 (2008년)
- 듀플렉스 (2003년)
- 지아 (1998년) - 조 역
- 색있는 유혹 (1995년)
- 플래시파이어 (1993년)
- 도나토와 그의 딸 (1993년)
- 살인 목격 (1993년)
- 내전 (1991년)
- 허영의 불꽃 (1990년)
- 베니의 주말 (1989년)
- 뉴욕 살인 사건 (1989년)
- 악령의 분신 (1988년)
- 캔사스 (1988년)
- 더티 해리 5 - 추적자 (1988년)
- 검은 독수리 (1986년)
- 21세기 두뇌 게임 (1985년)
- 톱니 바퀴의 칼날 (1985년)
- 나이트메어스 (1983년)
- 세기의 거래 (1983년)
- 매 웨스트 (1982년)
- 에어플레인 2 (1982년)
- 암흑가의 혈투 (1981년)

### 텔레비전
- 내일은 스타 (1982년)
- 낫츠 랜딩 (1979년)